# La Mata de Morella
La Mata de Morella ist eine Gemeinde (municipi) im Norden der Provinz Castelló in der Valencianischen Gemeinschaft in Spanien. Sie ist Teil der Comarca Els Ports und hat 184 Einwohner (Stand: 2024).

## Geografie
La Mata de Morella liegt etwa 60 Kilometer nordnordwestlich von Castellón de la Plana in einer Höhe von ca. 825 m. 

## Bevölkerungsentwicklung
| Jahr      | 1970 | 1981 | 1991 | 2001 | 2011 | 2021 |
| Einwohner | 300  | 233  | 217  | 166  | 199  | 167  |

## Sehenswürdigkeiten
- Ruine des Wilhelmsturm (Torre Guillem)
- Kirche Mariä Schnee
- Ägidienkapelle
- Antoniuskapelle
- Barbarakapelle
- Christopheruskapelle

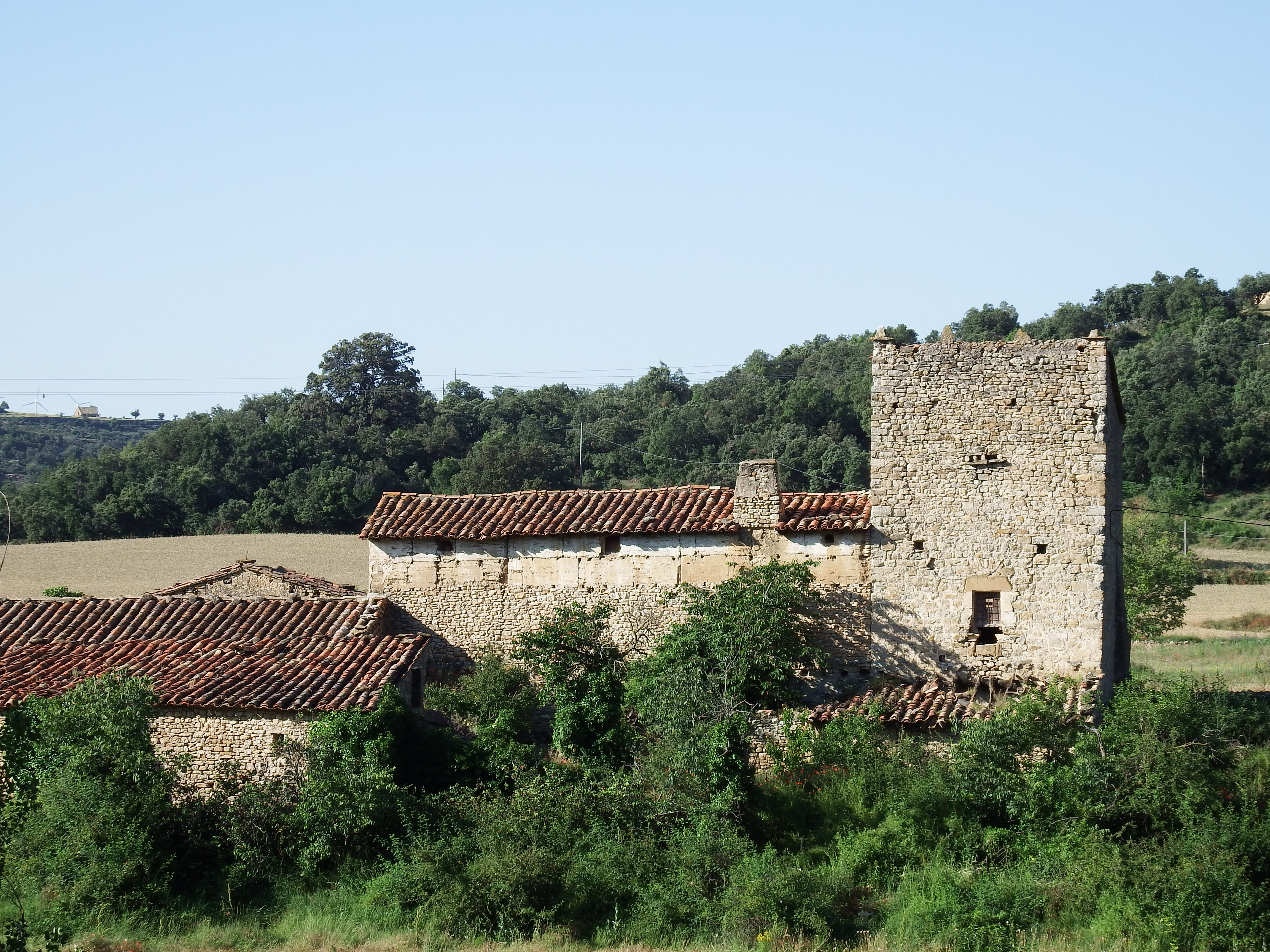
Wilhelmsturmruine
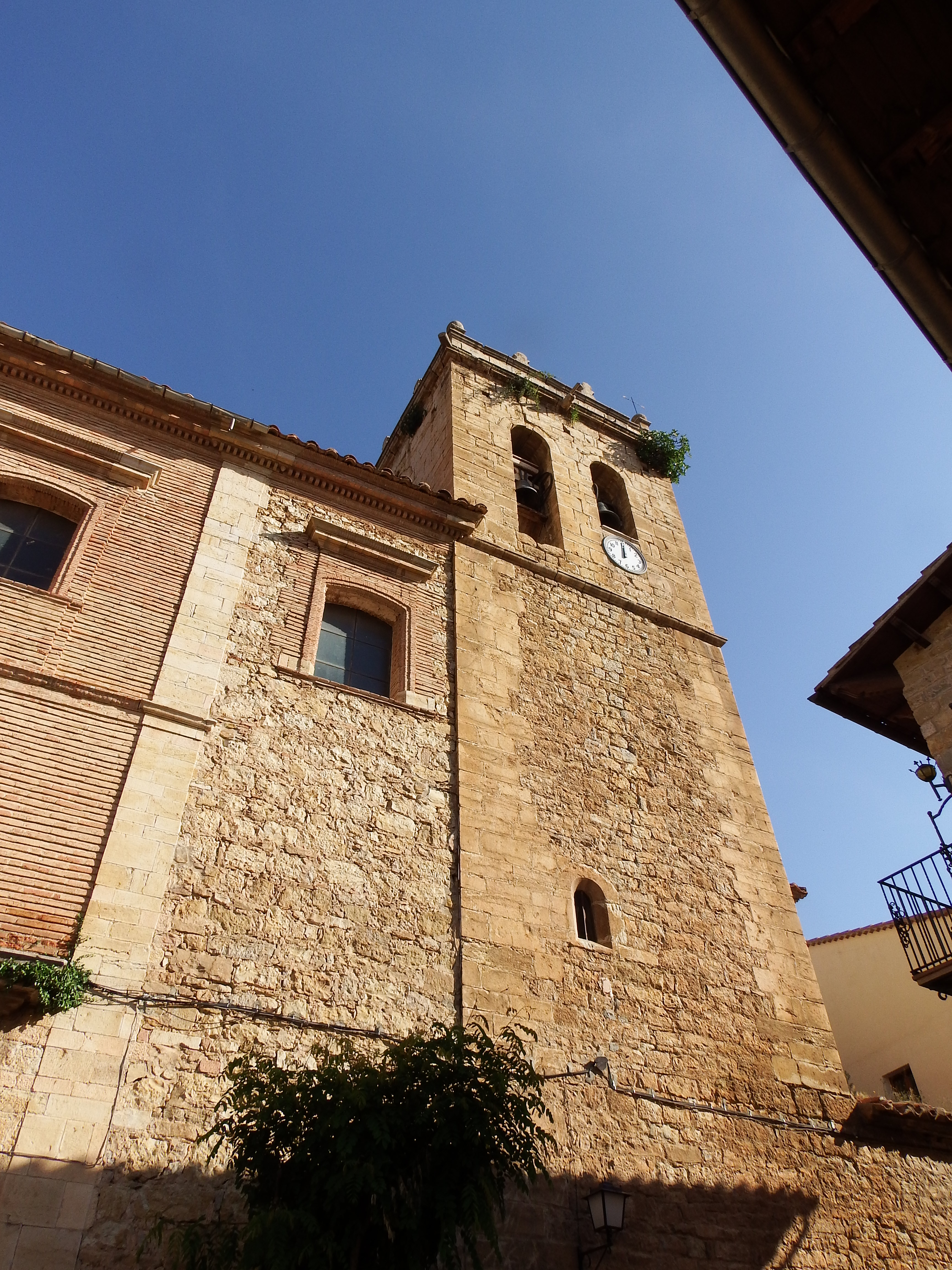
Kirche Mariä Schnee
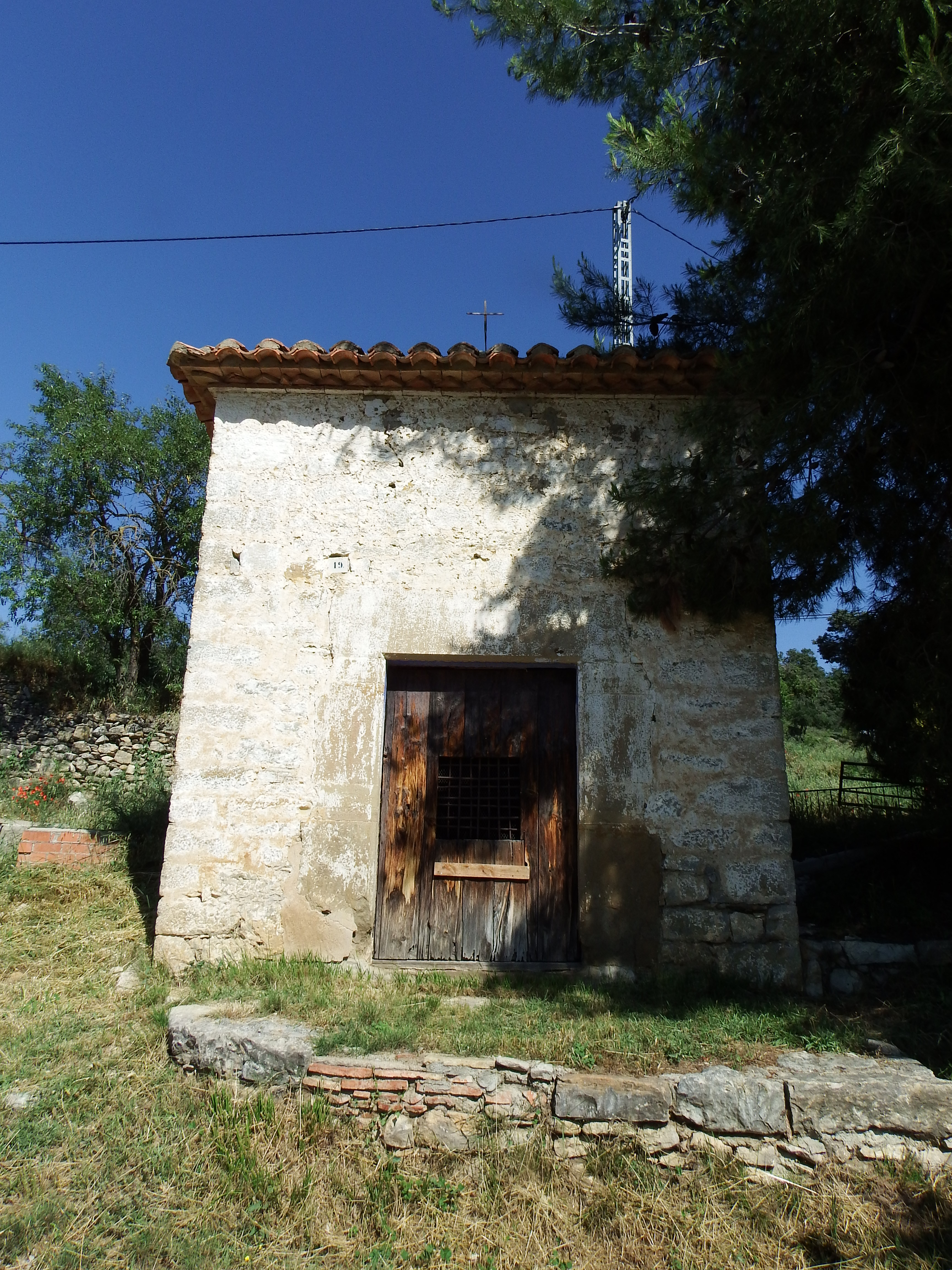
Antoniuskapelle
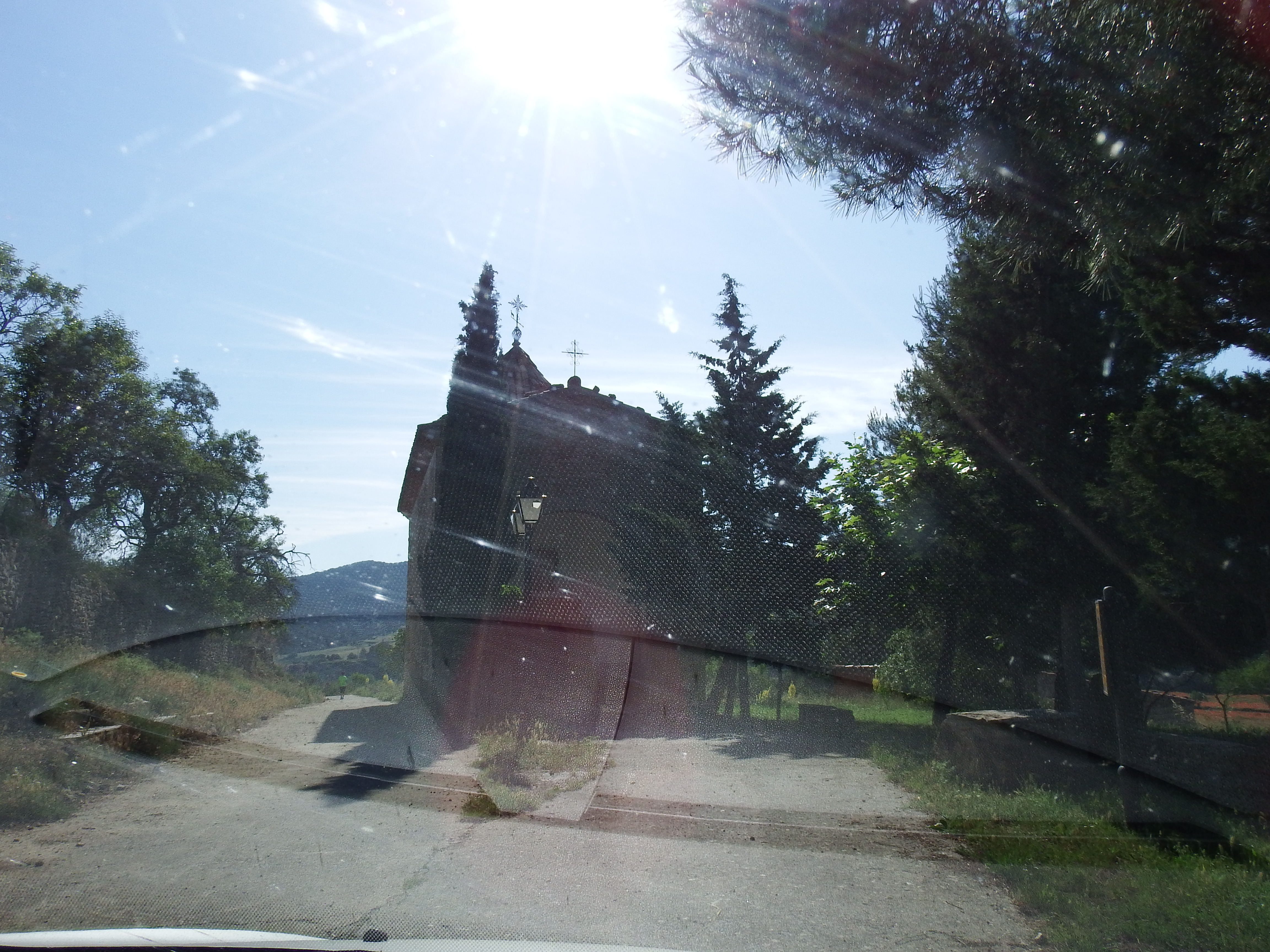
Ägidienkapelle
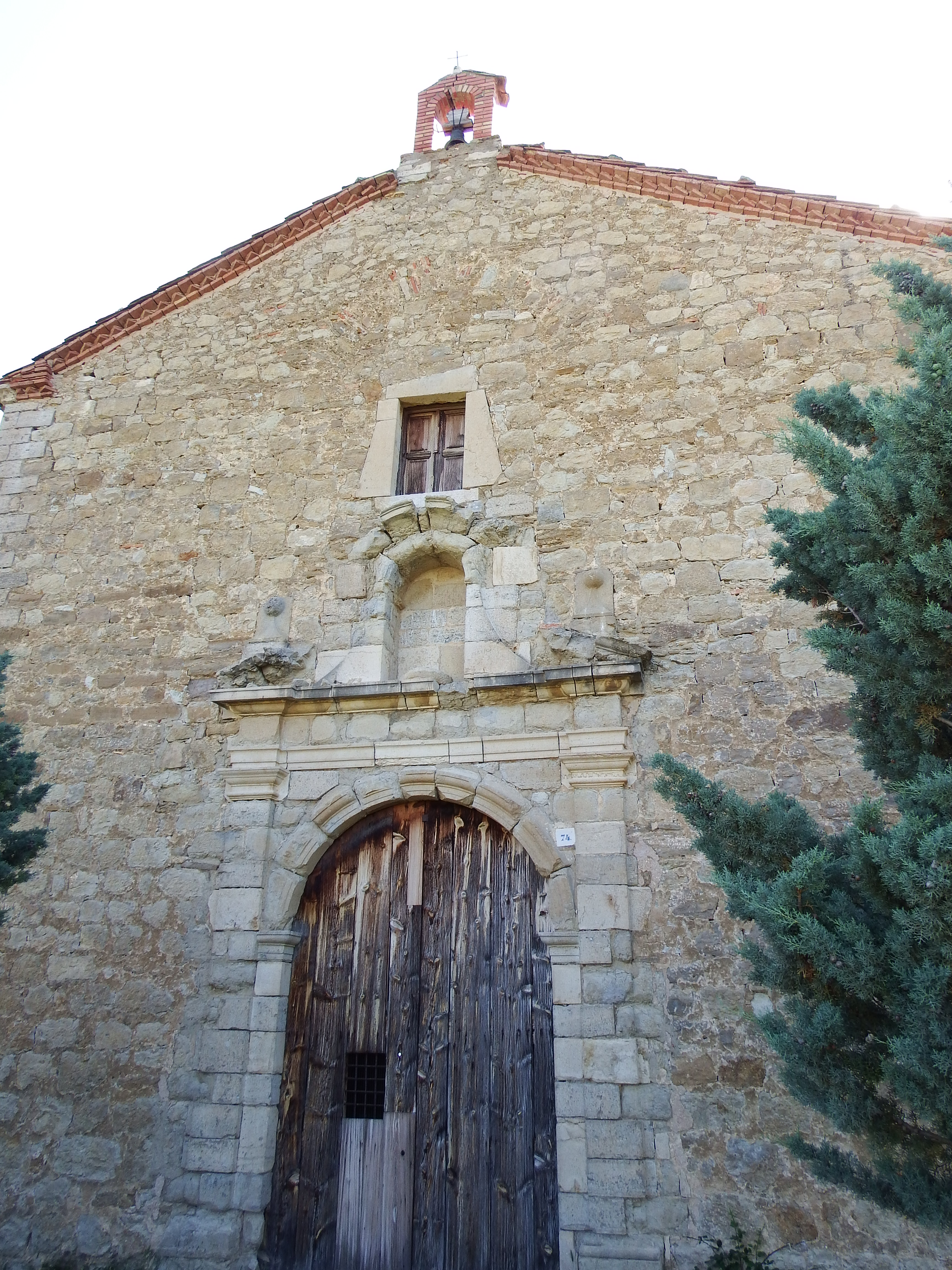
Barbarakapelle
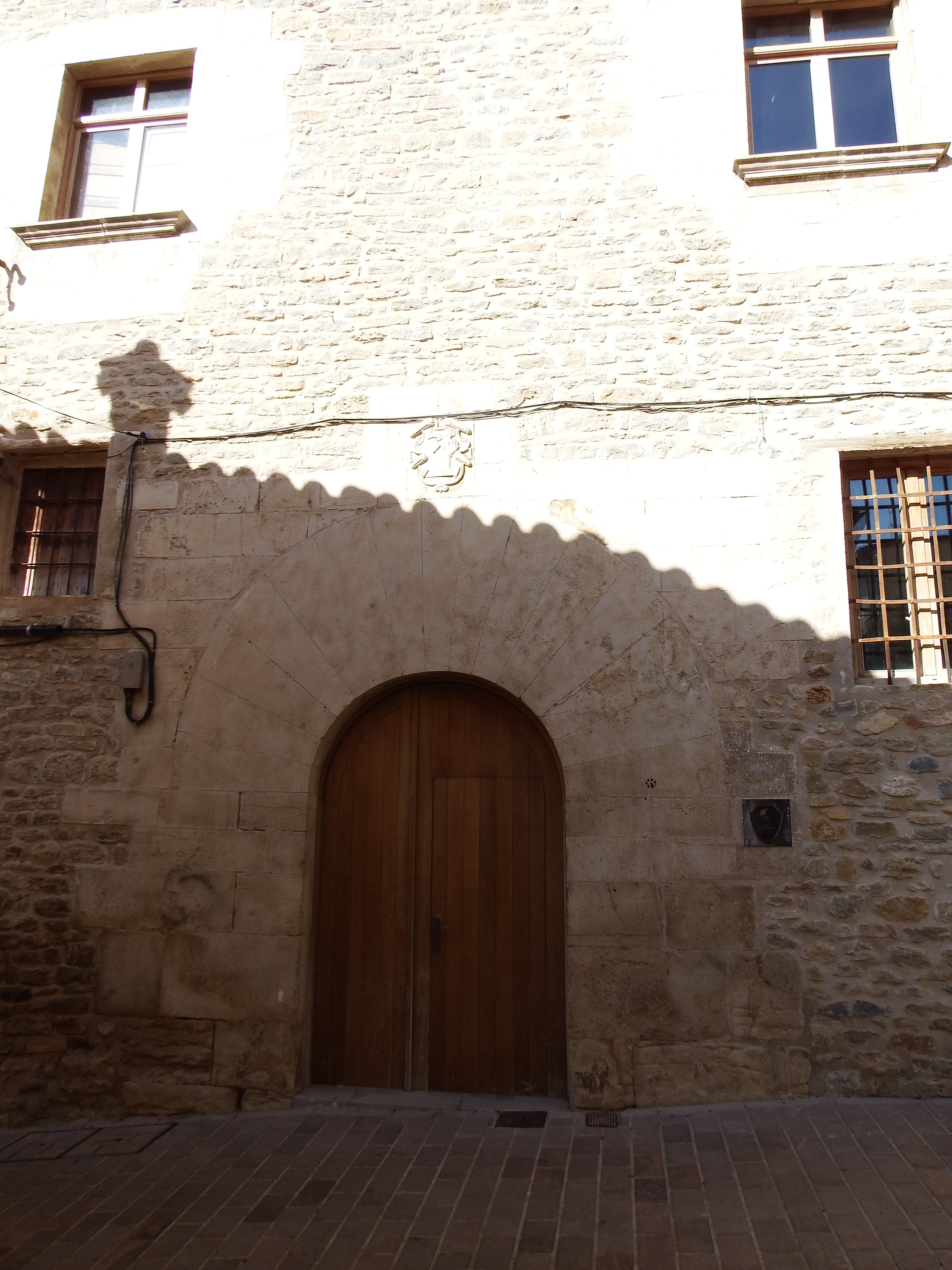
Rathaus